# Philip McKeon
Philip McKeon (Westbury, 11 novembre 1964 – Wimberley, 10 dicembre 2019) è stato un attore e produttore cinematografico statunitense.
È noto per aver interpretato il ruolo di Tommy Hyatt, il figlio della protagonista della sitcom Alice, dal 1976 al 1985.

## Biografia
McKeon nacque a Westbury, nello Stato di New York, da Barbara e Donald McKeon, un agente di viaggio. Anche sua sorella minore Nancy McKeon divenne attrice, raggiungendo la fama per aver interpretato il ruolo di Jo nella sitcom L'albero delle mele. McKeon cominciò la sua carriera professionale all'età di 4 anni, quando i suoi genitori lo portarono, insieme alla sorella di 2 anni, a un provino.
Durante l'infanzia fu ingaggiato come modello per riviste, giornali e spot televisivi, e in seguito anche per diverse parti sul palcoscenico e davanti alla telecamera. Linda Lavin, che recitava nel ruolo di Alice nell'omonima serie televisiva, lo vide esibirsi per la prima volta a Broadway e, ritenendolo brillante e dotato di talento, lo raccomandò per il ruolo di Tommy, ruolo che gli darà grande visibilità e successo.
Attore bambino professionista a soli 12 anni, McKeon venne assistito sul set da un'insegnante privata che si occupava della sua formazione culturale. Sul set legò particolarmente con l'istrionico attore Vic Tayback, che sarà per lui una figura paterna: la sua morte improvvisa nel 1990 lo segnò profondamente.
Dopo la conclusione della sitcom Alice nel 1985, McKeon continuò a fare apparizioni, tra le quali in Sandman (1993) e Ghoulies IV (1994). Inoltre produsse e/o diresse numerosi film quali Teresa's Tattoo (1994), Murder In The First (1995) e The Young Unknowns (2000). Dopo il 2000 si dedicò al lavoro in radio, prima per il notiziario della KFWB AM 980 di Los Angeles e poi come ospite fisso nel programma mattutino The Breakfast Taco su KWVH-LP 94.1FM in Wimberley, in Texas. Morì in Texas il 10 dicembre 2019, all'età di 55 anni, dopo una lunga malattia.

## Filmografia

### Attore
- CHiPs – serie TV, 1 episodio (1979)
- Leadfoot – film TV (1982)
- Fantasilandia (Fantasy Island) – serie TV, 1 episodio (1984)
- Love Boat (The Love Boat) – serie TV, 1 episodio (1984)
- Weekend – cortometraggio TV (1984)
- Alice – serie TV, 108 episodi (1976-1985)
- Storie incredibili (Amazing Stories) – serie TV, episodio 1x14 (1986)
- La scuola degli orrori, regia di Bill Froehlich (1987)
- Appuntamento con il destino – miniserie TV, 3 episodi (1988)
- Giovani iene, regia di H. Gordon Boos (1989)
- 976 chiamata per il diavolo 2, regia di Jim Wynorski (1991)
- Sandman, regia di Eric Woster (1993)
- Ghoulies IV, regia di Jim Wynorksi (1994)

### Produttore
- I dannati di Hollywood, regia di Marc Rocco (1992)
- Due ragazze un tatuaggio e l'Fbi, regia di Julie Cypher (1994)
- L'isola dell'ingiustizia - Alcatraz, regia di Marc Rocco (1995)
- The Jacket, regia di John Maybury (2005)

### Aiuto regista
- I dannati di Hollywood, regia di Marc Rocco (1992)
- Sandman, regia di Eric Woster (1993)
- The Young Unknowns, regia di Catherine Jelski (2000)

### Regista
- Edge of Nowhere (2003)

## Riconoscimenti
- Young Hollywood Hall of Fame (1970's)

## Doppiatori italiani
Nelle versioni in italiano delle opere in cui ha recitato, Philip McKeon è stato doppiato da:
- Francesca Guadagno in Alice (st. 1-3)
- Massimiliano Manfredi in Alice (st. 4-9)
- Davide Lepore in Storie incredibili